# Швеглик, Ян
Ян Шве́глик (словац. Ján Švehlík; 17 января 1950, Ловча, Чехословакия) — чехословацкий футболист, выступавший на позиции центрального нападающего. После завершения карьеры — словацкий футбольный тренер.
В составе сборной Чехословакии становился чемпионом Европы 1976 года.

## Карьера

### Клубная
Ян Швеглик приехал в Братиславу изучать право, но вскоре оказался в составе «Слована», хотя прежде на профессиональном уровне футболом не занимался. Дебютировав в дубле братиславского клуба в 1969 году, Швеглик быстро стал основным центральным нападающим команды, в первом же сезоне стал в её составе чемпионом Чехословакии. За 13 лет (с перерывами) в «Словане» Швеглик ещё дважды выиграл чемпионат и два раза — Кубок Чехословакии. Выделяясь за счёт скорости и голевого чутья, Швеглик был одной из звёзд чехословацкого футбола первой половины 70-х.
Службу в армии Швеглик проходил в пражской «Дукле» в сезоне 1976/77. Приходя в клуб известным игроком, он не смог закрепиться в основе, играл очень мало и по возвращении в «Слован» уже не смог вернуться на прежний уровень. Тем не менее, в составе «Дуклы» Швеглик стал чемпионом Чехословакии.
Отыграв один сезон в бельгийском «Хасселте», Швеглик ещё раз вернулся в «Слован», а завершал карьеру в Австрии, в клубе региональной лиги «Санкт-Пёльтен».
В первой чехословацкой лиге Ян Швеглик провёл 296 матчей, забил 79 мячей.

### В сборной
Ян Швеглик выступал за молодёжную сборную Чехословакии, выиграл с командой самый первый розыгрыш молодёжного чемпионата Европы в 1972 году.
В первой сборной Швеглик дебютировал 27 апреля 1974 года в товарищеском матче против сборной Франции. Швеглик сыграл в 4 матчах отборочного турнира чемпионата Европы 1976 года, включая ответный четвертьфинал против сборной СССР. В ходе финального турнира ЧЕ Швеглик вышел в стартовом составе в решающем матче против сборной ФРГ и на 8-й минуте после передачи Зденека Негоды открыл счёт. Сборная Чехословакии в итоге одержала победу в серии послематчевых пенальти.
После ЧЕ-1976 Ян Швеглик 3 года не играл за сборную, последний раз появившись в составе национальной команды 5 мая 1979 года в товарищеской встрече со сборной Советского Союза. В перерыве Швеглик заменил Ярослава Поллака, матч закончился победой советских футболистов со счётом 3:0.
Всего за сборную Чехословакии Ян Швеглик провёл 17 матчей, забил 4 мяча.

### Тренерская
Как тренер Ян Швеглик работал только с братиславским «Слованом», чаще — вторым тренером. Трижды был главным тренером команды, в настоящий момент Швеглик является спортивным директором «Слована».

## Достижения

### Клубные
- Чемпион Чехословакии (4): 1969/70, 1973/74, 1974/75, 1976/77
- Обладатель Кубка Чехословакии (2): 1973/74, 1981/82

### В сборной
- Чемпион Европы: 1976
- Чемпион Европы среди молодёжных команд: 1972